# 三郷村 (岐阜県海津郡)
三郷村（さんごうむら）は、かつて岐阜県海津郡に存在した村である。
現在の海津市平田町三郷に該当する。
村名は、三つの村が合併したことに由来する。
三郷村が成立した際は安八郡の村であったが、郡制施行後、海津郡の村となっている。

## 歴史
- 1875年（明治8年） - 安八郡大尻村と車戸村、海西郡須脇村が合併し発足。
- 1889年（明治22年）7月1日 - 町村制により三郷村が発足。
- 1897年（明治30年）4月1日[1] - 郡制に基づき、下石津郡、海西郡と三郷村を含む安八郡の一部[2]が合併し、海津郡になる。
- 1897年（明治30年）4月1日 - 今尾町、高田村、仏師川村、平原村、土倉村、脇野村、西島村と合併し、改めて今尾町が発足。同日三郷村廃止。

## 神社・仏閣
- 千代保稲荷神社
- 白髭神社
- 覚明寺